# Milano ATP Challenger 2021
Il Milano ATP Challenger 2021 è stato un torneo maschile di tennis giocato sulla terra rossa. È stata la 15ª edizione del torneo, facente parte della categoria Challenger 80 nell'ambito dell'ATP Challenger Tour 2021. Si sono giocati all'Aspria Harbour Club di Milano, in Italia, dal 21 al 27 giugno 2021.

## Partecipanti

### Teste di serie
| Nazionalità | Giocatore          | Ranking* | Testa di serie |
| ----------- | ------------------ | -------- | -------------- |
| Argentina   | Federico Coria     | 103      | 1              |
| Danimarca   | Holger Rune        | 231      | 2              |
| Stati Uniti | Ulises Blanch      | 247      | 3              |
| Argentina   | Facundo Mena       | 249      | 4              |
| Portogallo  | Gastão Elias       | 250      | 5              |
| Francia     | Tristan Lamasine   | 252      | 6              |
| Russia      | Tejmuraz Gabašvili | 256      | 7              |
| Italia      | Gian Marco Moroni  | 260      | 8              |

* Ranking al 14 giugno 2021.

### Altri partecipanti
I seguenti giocatori hanno ricevuto una wild card per il tabellone principale:
- Raul Brancaccio
- Gian Marco Moroni
- Luca Vanni

I seguenti giocatori sono entrati in tabellone come special exempt:
- Manuel Guinard

I seguenti giocatori sono entrati in tabellone usando il ranking protetto:
- Viktor Galović

I seguenti giocatori sono entrati in tabellone come alternate:
- Nino Serdarušić

I seguenti giocatori sono passati dalle qualificazioni:
- Duje Ajduković
- Jonáš Forejtek
- Orlando Luz
- Giulio Zeppieri

## Punti e montepremi
| Torneo    | Torneo              | V     | F     | SF    | QF    | 2T  | 1T  | Q | Q2  | Q1  |
| Singolare | Punti               | 80    | 48    | 29    | 15    | 7   | 0   | 4 | 1   | 0   |
| Singolare | Premi in denaro (€) | 6 190 | 3 650 | 2 160 | 1 260 | 730 | 450 | – | 225 | 115 |
| Doppio    | Punti               | 80    | 48    | 29    | 15    | –   | 0   | – | –   | –   |
| Doppio    | Premi in denaro (€) | 2 670 | 1 550 | 930   | 550   | –   | 310 | – | –   | –   |

## Campioni

### Singolare
Gian Marco Moroni ha sconfitto  Federico Coria con il punteggio di 6–3, 6–2.

### Doppio
Vít Kopřiva /  Jiří Lehečka hanno sconfitto in finale  Dustin Brown /  Tristan-Samuel Weissborn con il punteggio di 6–4, 6–0.